# Товариство співпраці націй Кавказу, Ідель-Уралу та України
Товариство співпраці націй Кавказу, Ідель-Уралу та України (рос. Общество сотрудничества наций Кавказа, Идель-Урала и Украины) - організація, що об’єднувала неросіян-емігрантів з Російської імперії у 1930-1940-х роках у Шанхаї.
Очолювалася українцем Михайлом Олександровичем Милком, який деякий час був головою Національного українського комітету м. Шанхаю. Заступником керівника була представниця комітету незалежності Ідель-Уралу в Шанхаї Медина Селіхмет.
Учасники Товариства друкувалися у англомовному шанхайському журналі The XX Century; приміщення Українського благодійницького комітету також стало постійним місцем зібрань тюрко-татарської громади міста. Політичний Мукденський конгрес татар далекосхідних країн у 1935 році відбувся за підтримки української діаспори.